# دیه گو د میگل
دیه گو د میگل (انگلیسی: Diego de Miguel؛ زادهٔ ۱ سپتامبر ۱۹۸۴) بازیکن فوتبال اهل اسپانیا است.
از باشگاه‌هایی که در آن بازی کرده‌است می‌توان به باشگاه فوتبال سابادل و باشگاه فوتبال نومانسیا اشاره کرد.